# Africallagma
Africallagma là một chi chuồn chuồn kim thuộc họ Coenagrionidae.

## Phân loại
Chi này có các loài sau:
- Africallagma cuneistigma (Pinhey, 1969)
- Africallagma elongatum (Martin, 1907) - Slender Bluet[2]
- Africallagma glaucum (Burmeister, 1839) - Swamp Bluet[3]
- Africallagma pallidulum Dijkstra, 2007
- Africallagma pseudelongatum (Longfield, 1936) - Sprite Bluet[4]
- Africallagma rubristigma (Schmidt, 1951)
- Africallagma sapphirinum (Pinhey, 1950) - Sapphire Bluet[5]
- Africallagma sinuatum (Ris, 1921) - Peak Bluet[6]
- Africallagma subtile (Ris, 1921) - Pale Bluet[7]
- Africallagma vaginale (Sjöstedt, 1917)